# Ectoconus
Ectoconus es un género extinto de mamíferos placentarios del orden de los condilartros, también extinto, que vivió durante el Paleoceno inferior en América del Norte.
Ectoconus era un animal de constitución fuerte, su cráneo era pequeño, sus patas cortas y fuertes y tenía una cola muy pesada. Sus pies tenían 5 dedos, y eran muy primitivos.
Se han encontrado esqueletos casi completos de Ectoconus en Nuevo México y es uno de los mamíferos paleocenos más conocidos.